# Robert Rehme
Robert Rehme (* 5. Mai 1935 in Cincinnati, Ohio) ist ein US-amerikanischer Filmproduzent und ehemaliger Präsident der Academy of Motion Picture Arts and Sciences.

## Leben
Rehme studierte an der University of Cincinnati. Zwischen 1972 und 1978 war er Geschäftsführer von Roger Cormans Produktionsgesellschaft New World Pictures. Er wechselte daraufhin zu Avco Embassy Pictures, wo er als Chief Executive Officer tätig war. Während dieser Zeit wurden dort unter anderem die Horrorfilme Phantasm, The Fog – Nebel des Grauens und Das Tier produziert. Von 1981 bis 1983 arbeitete er als Chief Operating Officer für Universal Pictures, bevor er als CEO zu New World Pictures zurückkehrte und unter anderem Marvel Entertainment Group und Lions Gate Post Production Services aufkaufte. 1989 wurde New World Pictures aufgelöst und Rehme gründete mit Mace Neufeld eine eigene Produktionsgesellschaft. Für Paramount Pictures produzierte diese unter anderem Die Stunde der Patrioten, Das Kartell und Beverly Hills Cop III.
Rehme war von 1992 bis 1993 sowie zwischen 1997 und 2001 Präsident der Academy of Motion Picture Arts and Sciences, die unter anderem für die Vergabe der Oscars verantwortlich ist.

## Filmografie (Auswahl)
- 1981: Der Gigant (An Eye for an Eye)
- 1982: Nachtratten (Vice Squad)
- 1991: Flug durch die Hölle (Flight of the Intruder)
- 1991: Armadillo Bears – Ein total chaotischer Haufen (Necessary Roughness)
- 1992: Die Stunde der Patrioten (Patriot Games)
- 1994: Das Kartell (Clear and Present Danger)
- 1994: Beverly Hills Cop III
- 1996: Gridlock – Die Falle (Gridlock)
- 1998: Lost in Space
- 2001: Day of Revenge – Verräterisches Spiel (Love and Treason)

## Auszeichnungen
- 1995: Goldene-Himbeere-Nominierung für Beverly Hills Cop III